# راسل كولينز
راسل كولينز (بالإنجليزية: Russell Collins)‏ مواليد 11 أكتوبر 1897 في إنديانابوليس - الوفاة 14 نوفمبر 1965 في ويست هوليوود، الولايات المتحدة، هو ممثل أمريكي بدأ مسيرته الفنية سنة 1922. من أعماله مقاطعة رينتري.

## روابط خارجية
- راسل كولينز على موقع IMDb (الإنجليزية)
- راسل كولينز على موقع أول موفي (الإنجليزية)
- راسل كولينز على موقع قاعدة بيانات برودواي على الإنترنت (الإنجليزية)
- راسل كولينز على موقع قاعدة بيانات الأفلام السويدية (السويدية)
- راسل كولينز على موقع قاعدة بيانات الفيلم (الإنجليزية)